# Żółty kaftan
Żółty kaftan (niem.: Die gelbe Jacke) – operetka Franza Lehára w trzech aktach z 1922 roku. Premiera miała miejsce 9 lutego 1923 roku w Wiedniu w Theater an der Wien. Libretto zostało napisane przez Victora Léona.

## Historia powstania utworu
Pomysł libretta narodził się w okresie I wojny światowej. Lehár znacznie mniej wtedy podróżował, mniej pracował, miał więcej czasu na spotkania i rozmowy z przyjaciółmi. Podczas jednego z długich wieczorów spędzanych wspólnie z Victorem Léonem, jego córką Lizzy i jego zięciem Hubertem Marischką wspominano dawne dobre czasy wiedeńskiej świetności. Lizzy opowiadała o pewnym dyplomacie z ambasady cesarstwa chińskiego, który często składał wizyty w ich domu i niejednokrotnie towarzyszył jej albo jej mamie, gdy wychodziły na premiery do teatru. Śmiały się wówczas, że nie wiadomo, do której się zaleca. Takie wizyty nie były wówczas niczym niezwykłym. Chińscy czy japońscy dyplomaci, pochodzący z arystokratycznych rodzin byli chętnie widzianymi gośćmi w wiedeńskich salonach. W 1904 roku berlińskie czasopismo "Die Woche" informowało np. o tym, że pierwszy attaché chińskiego poselstwa w Wiedniu poślubił pannę Zenoth z Charlottenburga, którą poznał w Berlinie.
Ktoś tego wieczoru, prawdopodobnie Lizzy, uznał, że taki chińsko-wiedeński romans byłby doskonałym tematem libretta. Zderzenie dwu kultur, dramat albo komedia. Lehár nawet wykonał parę akordów takiej muzycznej chińszczyzny. Po czym o całej sprawie na długo zapomniano. W 1918 roku zmarła Lizzy. Léon i Marischka przeżyli jej stratę mocno. Lehár był w tym czasie zajęty innymi sprawami. Dopiero w 1922 roku powrócono do tamtej rozmowy i pomysłu. Léon zaczął pisać libretto, Lehár zaczął szkicować tematy muzyczne, w starej, nigdy przez niego, ani przez nikogo w Wiedniu nie stosowanej harmonii kwintowej, dokształcał się w używaniu gongów i tam-tamów, projektował melodie oparte na skali pięciotonowej. Pod koniec 1922 roku utwór był gotowy.

## Treść
W I akcie młody chiński dyplomata zakochuje się w ślicznej wiedence z dobrego domu. W II akcie awansowany na ministra, wraca do kraju wraz z żoną. To co w Wiedniu było dla niej egzotyczne i wspaniałe, w Chinach, na co dzień nudzi ją ogromnie. Niezrozumiałe i obce dla niej miejscowe zwyczaje i tradycje doprowadzają ją do rozpaczy. Wreszcie ucieka do Wiednia. W III akcie były minister przyjeżdża ponownie do Wiednia, znowu jako chiński poseł. Odnajduje swoją żonę, którą nadal kocha. Teraz nic już nie stoi na przeszkodzie szczęśliwemu ponownemu połączeniu obojga.

## Losy sceniczne
Premiera miała miejsce 9 lutego 1923 roku w Theater an der Wien. Główne role zagrali Hubert Marischka, Louise Kartousch i Betty Fischer. Publiczność przyjęła spektakl z rezerwą, nie bardzo orientowano się o co w nim chodzi: o konflikt rasowy? O to że w Chinach nudno? Do maja następnego roku zdołano Żółty kaftan zagrać niespełna sto razy, co nie stanowiło sukcesu. Dla Lehára, który do tego utworu przywiązywał wielką wagę, uważając go za dzieło swego życia, niepowodzenie było wielkim ciosem.